# Tougan (departamento)
Tougan es un departamento de la provincia de Sourou, en la región Boucle du Mouhoun, Burkina Faso. A 1 de julio de 2018 tenía una población estimada de 89 843 habitantes.
Se encuentra ubicado en la zona noroccidental del país, cerca del río Volta Negro o Mouhoun, y de la frontera con Malí.